# Megaselia victorovi
Megaselia victorovi är en tvåvingeart som beskrevs av Mikhailovskaya 1991. Megaselia victorovi ingår i släktet Megaselia och familjen puckelflugor. Inga underarter finns listade i Catalogue of Life.